# آزمایش خواب روسی
آزمایش خواب روسی (به انگلیسی: Russian Sleep Experiment) یک کریپی‌پاستا است که داستان ۵ آزمودنی را بیان می‌کند که در یک آزمایش علمی در دوران شوروی در معرض یک محرک آزمایشی بازدارنده خواب قرار گرفتند، که پایه یک افسانه محلی شده است. بسیاری از سازمان‌های خبری، از جمله اسنوپس، News.com.au، و LiveAbout، ریشه‌های داستان را در یک وب‌سایت، که اکنون به‌عنوان Creepypasta Wiki شناخته می‌شود، در ۱۰ اوت ۲۰۱۰ توسط کاربری به نام OrangeSoda، که نام واقعی او ناشناخته است، پست شد.

## طرح
داستان آزمایشی را روایت می‌کند که در سال ۱۹۴۷ در یک مرکز آزمایش مخفی شوروی اتفاق می‌افتد، جایی که دانشمندان به آزمودنی‌های آزمایش گاز محرکی می‌دهند که مانع خواب می‌شود. با پیشرفت آزمایش، نشان داده می‌شود که کمبود خواب، افراد را به موجوداتی خشن شبیه زامبی تبدیل می‌کند که به گاز معتاد هستند. در پایان داستان، هر شخصیتی می‌میرد به جز یک دانشمند.

## محبوبیت و استقبال
آزمایش خواب روسی پس از انتشار اولیه خود بسیار محبوب شد. برخی آن را بزرگ‌ترین و به اشتراک‌گذاشته‌شده‌ترین کریپی‌پاستائی است که تا به حال ساخته شده است و جاش میلیکن از Dread Central آن را «یکی از تکان‌دهنده‌ترین و تأثیرگذارترین افسانه‌های شهری عصر اینترنت» نامیده است. بسیاری از بحث‌های آنلاین و آفلاین این باور را احاطه می‌کنند که بسیاری از آن‌ها معتقدند که داستان واقعی است تا تخیلی، و بنابراین بسیاری از مقالات به دنبال رد این ادعا هستند.
کریپی‌پاستا اغلب در کنار تصویری از یک شخصیت زشت و لاغر به اشتراک گذاشته می‌شود که به‌طور ضمنی یکی از سوژه‌های آزمایشی است. این تصویر در واقع یک انیماترونیک در اندازه واقعی است که به نام «اسپاسم» نامیده می‌شود.

## نقد ادبی
توشا آر. تیلور در فصل «میم‌های ترسناک و فرهنگ دیجیتال» در کتاب راهنمای گوتیک معاصر پالگریو نوشت که این کریپی‌پاستا «بازتاب‌دهنده نگرانی‌های سیاسی باقیمانده است زیرا ادعا می‌کند تلاشی فوق محرمانه توسط دانشمندان روسی در جنگ جهانی‌دوم آشکار می‌شود.»
سونالی سریواستاو و شیخا رای بین «آزمایش خواب روسی» و مینی سریال غول ۲۰۱۸ مقایسه کردند و خاطرنشان کردند که این سریال از سریال مخوف الهام گرفته شده است.

## سازگاری‌ها
محبوبیت آزمایش خواب روسی در طول سال‌ها منجر به اقتباس‌های مختلفی شده است. رمانی با الهام از داستان کوتاه اصلی در سال ۲۰۱۵ منتشر شد اما اکنون چاپ نشده است.
The 2019 Subject UH1317 - وقتی علم یک چرخش مرگبار را دنبال می‌کند بر اساس داستانی کوتاه ساخته شده است.
در اوایل سال ۲۰۱۸، یک فیلم هیجان‌انگیز روان‌شناختی بر اساس داستان کوتاه در ایرلند به کارگردانی جان فارلی آغاز شد. این فیلم متعاقباً در نوامبر ۲۰۲۲ اکران شد.
در ژوئیه ۲۰۱۹، جرمی بیتس نویسنده ترسناک آزمایش خواب را منتشر کرد، رمانی که نزدیک به داستان کوتاه اصلی است.
چندین اقتباس دیگر ساخته شده است، از جمله فیلمی بر اساس داستان کوتاه با عنوان آزمایش خواب شوروی، با بازی کریس کاتان و کارگردانی بری اندرسون. فیلمبرداری این فیلم در لیکویل، مینه‌سوتا در سال ۲۰۱۸ انجام شد.